# Elecciones generales de España de 1884
Las Elecciones Generales de 27 de abril de 1884 en España fueron convocadas bajo el reinado de Alfonso XII sobre la base de lo dispuesto en la Constitución española de 1876, vigente hasta 1923, en la conocida como Restauración borbónica en España. El día de celebración de las elecciones coincidió con la catástrofe del puente de Alcudia.
Como sucedió en todas las elecciones durante la restauración borbónica en España en estas el resultado estuvo determinado de antemano («encasillado») gracias al sistemático fraude electoral realizado mediante la red caciquil extendida por todo el territorio. En estas elecciones, como en el resto, el gobierno que las convocó las ganó, ya que en el régimen político de la Restauración los gobiernos cambiaban antes de las elecciones y no después como sucedía en los regímenes parlamentarios (no fraudulentos).

## Antecedentes

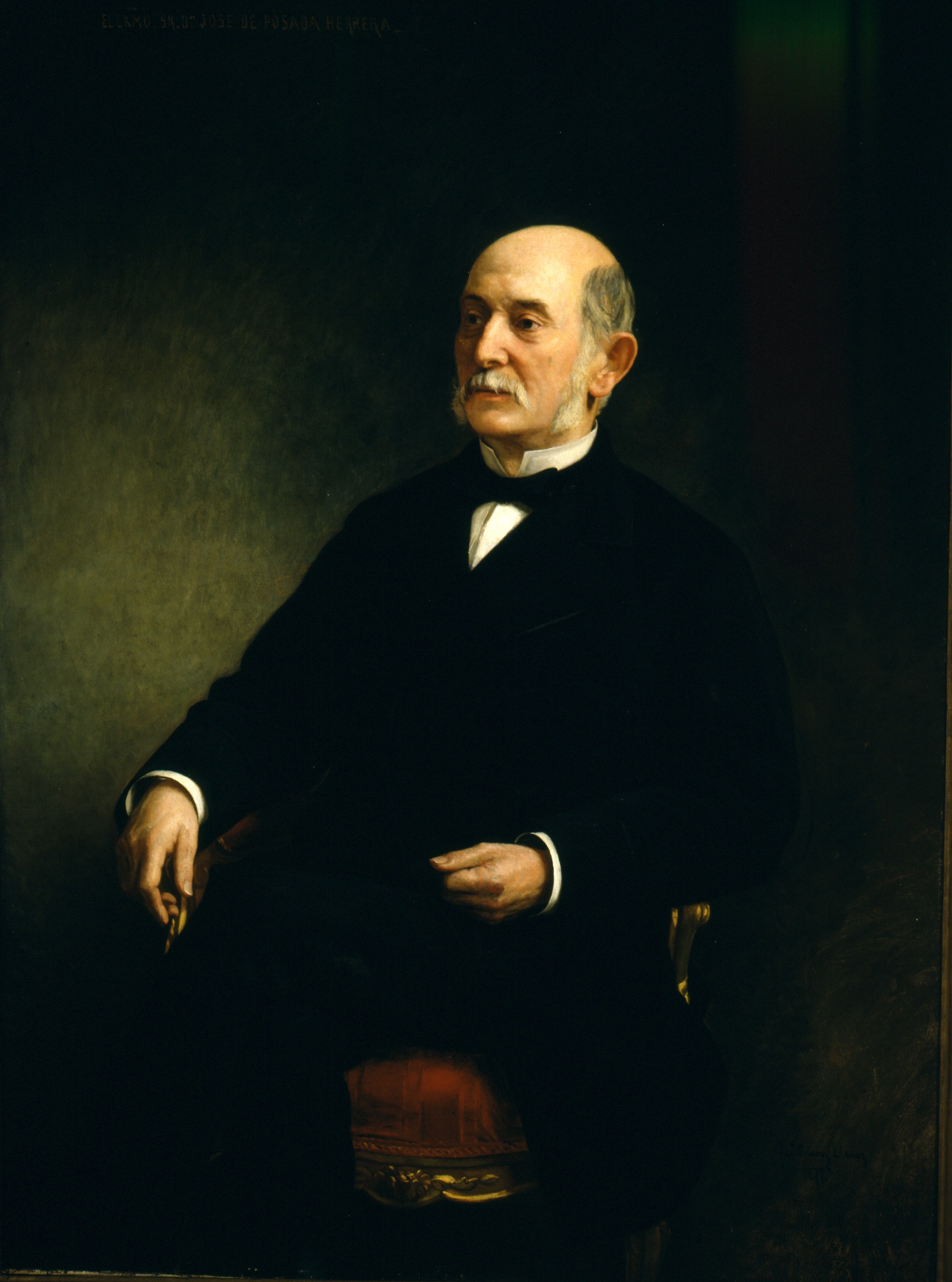
José Posada Herrera retratado por Ignacio Suárez Llanos.

El 13 de octubre de 1883 el ministerio del Partido liberal-fusionista presidido por Práxedes Mateo Sagasta asociado por los problemas que planteaba la violenta intransigencia republicana, la agitación social y las divisiones en el seno de su propio partido, entregaba el relevo a otro dirigido por José de Posada Herrera.
El 18 de enero de 1884 la crisis de la Izquierda Dinástica acarrea la caída de José de Posada Herrera y la vuelta de los conservadores con Antonio Cánovas del Castillo quien consigue del rey Alfonso XII el decreto de disolución de las Cortes el 31 de marzo y convoca elecciones.

## Características
El número de votantes para estas elecciones era de 808 243 (el 4,6% de la población total), mediante sufragio restringido. Se eligieron 392 diputados el día 27 de abril de 1884.

## Resultados
La abstención alcanza el 28% y como era costumbre de la época se presupone una ostensible manipulación, con victoria de los grupos liberales dinásticos, en este caso liberales-conservadores, obteniendo la necesaria mayoría para el ejercicio del gobierno canovista: 318 escaños.
| Fracción                  | Diputados |
| ------------------------- | --------- |
| Liberales-conservadores   | 318       |
| Liberales-fusionistas     | 31        |
| Izquierda Dinástica       | 36        |
| Republicanos y Demócratas | 5         |
| No identificados          | 2         |

## Muerte de Alfonso XII
El 25 de noviembre de 1885 fallece el monarca español Alfonso XII.